# SES Sirius
SES Sirius, dříve Nordic Satellite AB, dnes SES Astra, provozovala geostacionární družice Sirius. Družice byly primárně určeny pro potřeby Dánska, Finska, Švédska, Norska, a Pobaltských zemí. Družice Sirius 4 (dnes ASTRA 4A) pokrývá signálem území celé Evropy.
Společnost byla založena roku 1982 jako partnerský projekt satelitní telekomunikace Švédské a Norské vlády. V roce 2010 ji převzala společnost SES Astra.

## Družice společnosti SES Sirius
| Název               | Pozice         | Datum vynesení     | Poznámka |
| ------------------- | -------------- | ------------------ | --- |
| Sirius 1            | 5°E            | 27. srpna 1989     | Původní název Marco Polo 1 |
| Sirius 2            | 4,8°E / 31,5°E | 12. listopadu 1997 | Roku 2008 přejmenována na Astra 5A a přesunuta na 31,5°E, roku 2009 přestala pracovat |
| Sirius 3            | 5°E            | 5. října 1998      | Na pozici 5°E pracuje jako záloha pro Sirius 4 |
| Sirius 4 / ASTRA 4A | 5°E            | 17. listopadu 2007 | Družice byla vyrobena firmou Lockheed Martin. Vynsena na běžnou dráhu z kosmodromu Bajkonur. V červnu 2010 přejmenována na ASTRA 4A. Šíří televizní a rozhlasové vysílání a poskytuje širokopásmové datové služby. |